# ZIL-135

El ZIL-135 es un camión de artillería de 4 ejes y 8 ruedas, producido durante la Guerra Fría por la Unión Soviética a partir de 1966. 
Su propósito era llevar y lanzar misiles superficie-superficie, específicamente el FROG-7. El ZIL-135 fue ampliamente exportado a otros países comunistas, en particular a Corea del Norte, donde es común verlo en películas y desfiles militares.

## Especificaciones
- Longitud: 9,27 m
- Ancho: 2,80 m
- Altura: 2,53 m
- Peso (sin misiles): 11,57 toneladas
- Distancia al suelo: 580 mm (0,58 metros)
- Ángulo de paso: 57°
- Motor: 2 motores de gasolina Ural-375 V-8  6,9 litros refrigerados por líquido
- Potencia: 180 CV (130 kW) x 2
- Velocidad máxima:  65 km/h
- Autonomía:  400 km (248,55 millas)
- Consumo de combustible: 88 litros cada 100 km